# Rochovce
Rochovce (Hongaars: Rozsfalva) is een Slowaakse gemeente in de regio Košice, en maakt deel uit van het district Rožňava.
Rochovce telt 333 inwoners.